# Starobělské Lurdy

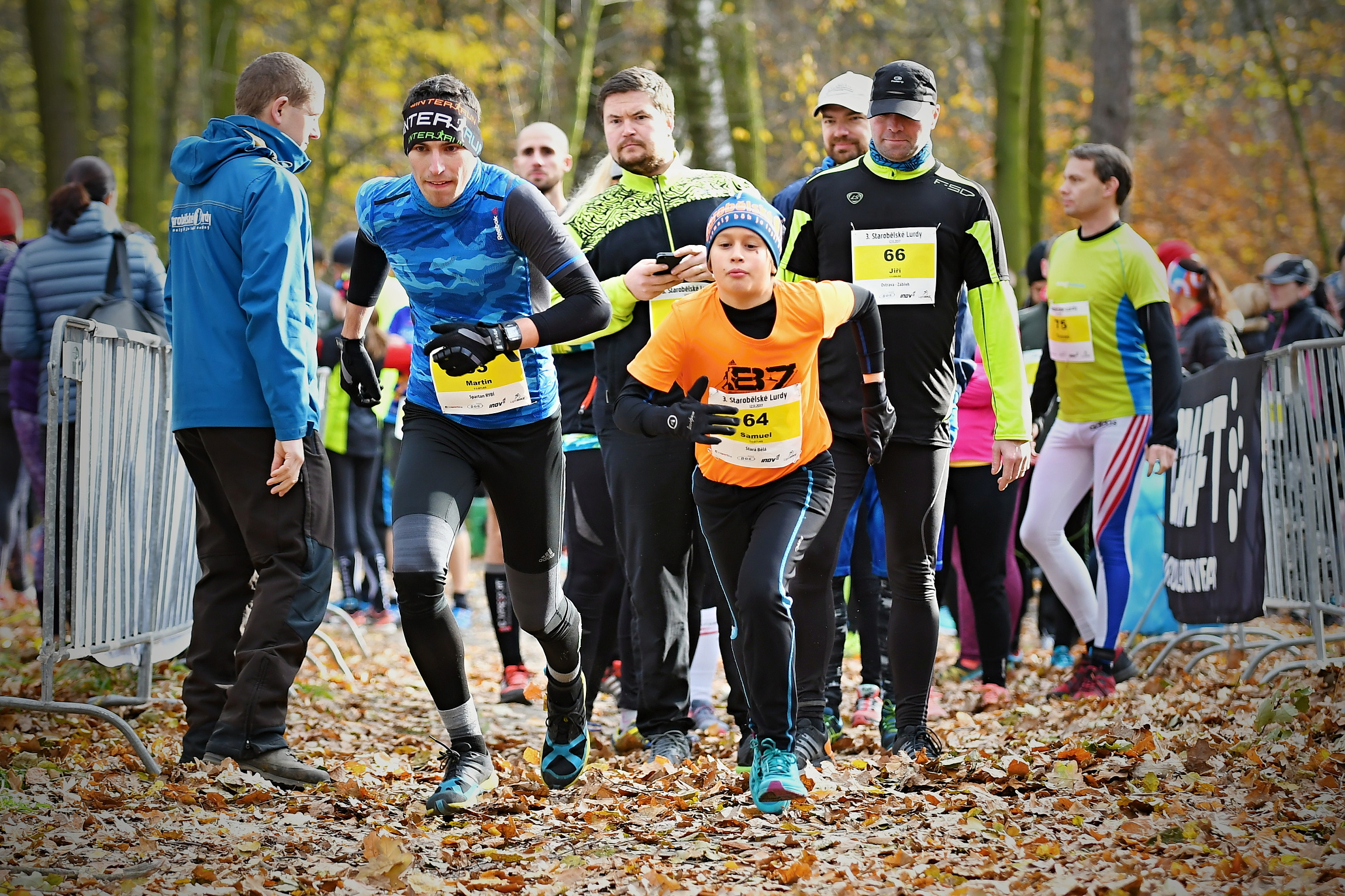
Start závodu

Starobělské Lurdy je každoročně pořádaný běžecký krosový závod. Běhá se vždy druhou listopadovou neděli v Bělském lese v Ostravě.

## Charakteristika závodu
Trať závodu měří 3,2 km a vede nejnáročnějšími pasážemi Bělského lesa. Zvláště krátký, ale prudký seběh v polovině trasy je velmi náročný, klesání činí 170 % pod úhlem 59°. Účastníci také běží kolem křížové cesty. Zúčastnit se může každý a cílem této akce je ukázat, že „i pomalý běh je lepší než žádný“, což je vlastně zároveň mottem této soutěže.

## Historie závodu
Závod vznikl v roce 2015 a pořádá jej Bezva běh pro bezva lidi z.s. Nejvyšší účast byla v roce 2018, kdy závod dokončilo 1334 účastníků. V roce 2019 byla účast 1296 závodníků a v roce 2017 celkem 1157. Závod získal v roce 2019 od Českého atletického svazu ocenění za 4. místo v TOP běh v ČR, v letech 2017 a 2018 ocenění za 5. místo.

## Traťové rekordy
Traťový rekord v kategorii mužů drží od roku 2021 český atlet Martin Kováčech (nar. 2001) z SSK Vítkovice časem 11:00 min. Traťový rekord v kategorii žen drží od roku 2016 česká běžkyně na střední a dlouhé tratě Simona Vrzalová (nar. 1988) z SSK Vítkovice časem 12:16 min.

## Pravidla
Závod startuje vždy v 11:00:00 a běžci vybíhají po dvojicích v intervalu 15 vteřin. Soutěží se v celkem 17 věkových kategoriích.